# Myopiarolis apheles
Myopiarolis apheles är en kräftdjursart som först beskrevs av Marilyn Schotte 1992.  Myopiarolis apheles ingår i släktet Myopiarolis och familjen Serolidae. Inga underarter finns listade i Catalogue of Life.